# Долгое (озеро, Алтынсаринский район)
Долгое — озеро (по другим данным — болото)в Алтынсаринском районе Костанайской области Казахстана. Находится в 8 км к югу от села Свердловка.
По данным топографической съёмки 1944 года, площадь поверхности озера составляет 1,3 км². Наибольшая длина озера — 1,5 км, наибольшая ширина — 1 км. Длина береговой линии составляет 4,6 км, развитие береговой линии — 1,13. Озеро расположено на высоте 179,5 м над уровнем моря.